# Benjamin Kogo
Benjamin Kogo (Arwos, Condado de Nandi, Colonia y Protectorado de Kenia, 30 de noviembre de 1944 - Eldoret, Condado de Uasin Gishu, Kenia, 20 de enero de 2022) fue un atleta keniano especializado en la prueba de 3000 m obstáculos en la que llegó a ser subcampeón olímpico en 1968.

## Carrera deportiva
En los JJ. OO. de México 1968 ganó la medalla de plata en los 3000 m obstáculos, con un tiempo de 8:51.56 segundos, llegando a meta tras su paisano keniano Amos Biwott y por delante del estadounidense George Young (bronce).